# Pastofório
Pastofório (em grego: παστοφόριον; romaniz.: pastophórion; em latim: pastophorium) é uma das duas câmaras dentro de um edifício do cristianismo primitivo e da Igreja Ortodoxa usadas como sacristias — o diacônico e a prótese. Originalmente, no Antigo Testamento grego, o termo se referia ao tesouro e aos aposentos dos sacerdotes no Templo de Salomão. Desde pelo menos o final do século IV, era uma sacristia localizada na parte oriental do edifício da igreja. Na arquitetura cristã oriental, os pastofórios são adjacentes à abside, flanqueando o espaço central do bema, e às vezes formam com ela um santuário tripartido. A sacristia localizada ao norte é conhecida como prótese e a ao sul como diacônico. Essas câmaras são diretamente conectadas à abside ou bema por portas. Elas são responsáveis pelas absides triplas que se tornaram comuns na arquitetura da igreja bizantina no século IX.